# Crystal Hunt
Crystal Hunt (Clearwater, 5 febbraio 1985) è un'attrice statunitense.
Nota in Italia per aver interpretato dal 2003 al 2006 Lizzie Spaulding nella celebre soap opera statunitense Sentieri (Guiding Light).